# Élections législatives fédérales belges de 1999
Les élections législatives fédérales belges de 1999 se tiennent le 13 juin 1999, afin d'élire les 150 représentants de la 50e législature de la Chambre des représentants et les 40 sénateurs directs de la 32e législature du Sénat pour un mandat de quatre ans.
Le scrutin voit la victoire du parti libéral flamand Vlaamse Liberalen en Democraten (VLD), dans l'opposition depuis huit ans, notamment du fait de l'effondrement des chrétiens-démocrates du Christelijke Volkspartij (CVP), au pouvoir depuis 1974 et empêtré dans les scandales de l'affaire Dutroux et de la crise de la dioxine. Le président du VLD Guy Verhofstadt parvient à remplacer Jean-Luc Dehaene comme Premier ministre après avoir mis sur pied une « coalition arc-en-ciel » avec les socialistes et les écologistes, signant la première participation gouvernementale fédérale de ces derniers.

## Contexte
Les élections législatives fédérales du 21 mai 1995 sont les premières à se tenir sous l'empire de la Constitution qui fait de la Belgique un État fédéral.
Parmi les partis flamands, les chrétiens-démocrates du Christelijke Volkspartij (CVP), membres du gouvernement depuis 1958 et à sa tête depuis 1974, confirment leur position de premier parti du pays avec 17,2 % des voix. Ils devancent les libéraux des Vlaamse Liberalen en Democraten (VLD), qui totalisent 13,2 %, et les socialistes du Socialistische Partij (SP), qui remportent 12,6 %.
Au sein des formations wallonnes, c'est le Parti socialiste (PS) qui l'emporte, constituant avec 11,9 % le premier parti francophone de Belgique, mais seulement le quatrième en voix. Il s'impose donc face à la coalition libérale Parti réformateur libéral-Front démocratique des francophones (PRL-FDF), qui recueille 10,3 %. Ils laissent loin derrière le Parti social-chrétien (PSC) et ses 7,7 %.
En moins d'un mois, le chrétien-démocrate flamand Jean-Luc Dehaene forme son second gouvernement, après avoir reconduit sa « coalition rouge romaine » unissant le CVP, le SP, le PS et le PSC, qui rassemble 82 représentants sur 150.
Les élections régionales qui se tiennent en parallèle voient le CVP l'emporter en Flandre, tandis que le PS s'impose en Wallonie et le PRL-FDF à Bruxelles.

## Mode de scrutin

### À la Chambre
Les 150 membres de la Chambre des représentants sont élus au suffrage universel direct pour une législature de quatre ans, au scrutin proportionnel d'Hondt avec possibilité de vote préférentiel dans 20 circonscriptions plurinominales : neuf wallonnes, dix flamandes et Bruxelles-Hal-Vilvorde (BHV).

### Au Sénat
Sur les 71 membres du Sénat, 40 sont élus au suffrage universel direct pour une législature de quatre ans, au scrutin proportionnel d'Hondt avec possibilité de vote préférentiel dans deux collèges électoraux (le collège français et le collège néerlandais) et trois circonscriptions plurinominales : la Région wallonne (correspondant au collège français), la Région flamande (correspondant au collège néerlandais) et Bruxelles-Hal-Vilvorde (chaque électeur choisit dans quel collège il vote).
Il y a 25 sénateurs issus du collège néerlandais, et 15 provenant du collège français (qui inclut les germanophones).

## Campagne

### Principaux partis et chefs de file
| Parti                  | Parti                                                                     | Idéologie                                                  | Président         |
| ---------------------- | ------------------------------------------------------------------------- | ---------------------------------------------------------- | ----------------- |
| Partis néerlandophones |                                                                           |                                                            |                   |
|                        | Christelijke Volkspartij (CVP)                                            | Centre Démocratie chrétienne, conservatisme                | Marc Van Peel     |
|                        | Vlaamse Liberalen en Democraten (VLD)                                     | Centre droit Libéralisme, social-libéralisme               | Guy Verhofstadt   |
|                        | Socialistische Partij (SP)                                                | Centre gauche Social-démocratie, socialisme démocratique   | Fred Erdman       |
|                        | Vlaams Block (VB)                                                         | Extrême droite Nationalisme flamand, séparatisme           | Frank Vanhecke    |
|                        | AGALEV                                                                    | Gauche Écologie politique, progressisme                    |                   |
| Partis francophones    |                                                                           |                                                            |                   |
|                        | Parti socialiste (PS)                                                     | Centre gauche Social-démocratie                            | Philippe Busquin  |
|                        | Parti réformateur libéral - Front démocratique des francophones (PRL-FDF) | Centre droit Libéralisme, social-libéralisme, régionalisme | Louis Michel      |
|                        | Parti social-chrétien (PSC)                                               | Centre Démocratie chrétienne, conservatisme                | Philippe Maystadt |
|                        | Ecolo                                                                     | Gauche Écologie politique, progressisme                    |                   |

## Résultats

### Chambre des représentants

#### Par listes
|                        |                                         |           |       |      |        |               |
| Parti                  | Parti                                   | Voix      | %     | +/-  | Sièges | +/-           |
|                        | Vlaamse Liberalen en Democraten (VLD)   | 888 861   | 14,30 | 1,15 | 23     | 2             |
|                        | Christelijke Volkspartij (CVP)          | 875 455   | 14,09 | 3,09 | 22     | 7             |
|                        | Parti socialiste (PS)                   | 631 653   | 10,16 | 1,71 | 19     | 2             |
|                        | Mouvement réformateur (MR) (PRL-FDF)    | 630 219   | 10,14 | 0,12 | 18     | en stagnation |
|                        | Vlaams Block (VB)                       | 613 399   | 9,87  | 2,04 | 15     | 4             |
|                        | Socialistische Partij (SP)              | 593 372   | 9,55  | 3,01 | 14     | 6             |
|                        | Ecolo                                   | 457 281   | 7,36  | 3,35 | 11     | 5             |
|                        | Agalev                                  | 434 449   | 6,99  | 2,56 | 9      | 4             |
|                        | Parti social-chrétien (PSC)             | 365 318   | 5,88  | 1,85 | 10     | 2             |
|                        | Volksunie (VU)                          | 345 576   | 5,56  | 0,89 | 8      | 3             |
|                        | Front national (FN)                     | 90 401    | 1,45  | 0,83 | 1      | 1             |
|                        | Vivant                                  | 60 750    | 0,98  | Nv.  | 0      | en stagnation |
|                        | Parti du travail de Belgique (PvdA/PTB) | 30 930    | 0,50  | 0,07 | 0      | en stagnation |
|                        | RAD/UDRT                                | 23 081    | 0,37  | Nv.  | 0      | en stagnation |
|                        | Front nouveau de Belgique (FNB)         | 22 491    | 0,36  | Nv.  | 0      | en stagnation |
|                        | Autres                                  | 150 838   | 2,43  | -    | 0      | -             |
|                        |                                         |           |       |      |        |               |
| Votes valides          | Votes valides                           | 6 214 074 | 93,44 |      |        |               |
| Votes blancs et nuls   | Votes blancs et nuls                    | 435 941   | 6,56  |      |        |               |
| Total                  | Total                                   | 6 650 015 | 100   | -    | 150    | en stagnation |
| Abstention             | Abstention                              | 693 449   | 9,44  |      |        |               |
| Inscrits/Participation | Inscrits/Participation                  | 7 343 464 | 90,56 |      |        |               |

#### Par familles politiques
| Familles politiques | Familles politiques    | Partis        | %     | +/-  | Sièges | +/-           |
| ------------------- | ---------------------- | ------------- | ----- | ---- | ------ | ------------- |
|                     | Libéraux               | VLD, PRL-FDF  | 24,44 | 1,03 | 41     | 2             |
|                     | Socialistes            | PS, SP        | 19,71 | 4,72 | 33     | 8             |
|                     | Chrétiens-démocrates   | CVP, PSC      | 19,97 | 4,94 | 32     | 9             |
|                     | Écologistes            | Ecolo, Agalev | 14,35 | 5,91 | 20     | 9             |
|                     | Extrême droite         | VB, FN        | 11,32 | 1,21 | 16     | 3             |
|                     | Nationalistes flamands | VU            | 5,56  | 0,89 | 8      | 3             |
|                     | Autres                 | Autres        | 4,65  | -    | 0      | -             |
| Total               | Total                  | Total         | 100   | -    | 150    | en stagnation |

### Sénat
|                        |                                          |           |       |      |              |               |        |  |
| Parti                  | Parti                                    | Voix      | %     | +/-  | Élus directs | +/-           | Sièges |  |
|                        | Vlaamse Liberalen en Democraten (VLD)    | 952 116   | 15,37 | 2,08 | 6            | en stagnation | 11     |  |
|                        | Christelijke Volkspartij (CVP)           | 913 508   | 14,75 | 2,10 | 6            | 1             | 10     |  |
|                        | Mouvement réformateur (MR) (PRL-FDF)     | 654 961   | 10,57 | 0,66 | 5            | en stagnation | 9      |  |
|                        | Parti socialiste (PS)                    | 597 890   | 9,65  | 3,11 | 4            | 1             | 10     |  |
|                        | Vlaams Block (VB)                        | 583 208   | 9,42  | 1,68 | 4            | 1             | 6      |  |
|                        | Socialistische Partij (SP)               | 550 657   | 8,89  | 4,34 | 4            | 2             | 6      |  |
|                        | Ecolo                                    | 458 658   | 7,74  | 3,42 | 3            | 1             | 6      |  |
|                        | Agalev                                   | 438 931   | 7,09  | 3,36 | 3            | 2             | 5      |  |
|                        | Parti social-chrétien (PSC)              | 374 002   | 6,04  | 1,21 | 3            | en stagnation | 5      |  |
|                        | Volksunie (VU)                           | 317 830   | 5,13  | 0,18 | 2            | en stagnation | 3      |  |
|                        | Vivant                                   | 123 498   | 1,99  | Nv.  | 0            | en stagnation | 0      |  |
|                        | Front national (FN)                      | 92 924    | 1,50  | Abs. | 0            | en stagnation | 0      |  |
|                        | Parti du travail de Belgique (PvdA/PTB)  | 35 493    | 0,57  | 0,03 | 0            | en stagnation | 0      |  |
|                        | Front nouveau de Belgique (FNB)          | 23 382    | 0,38  | Nv.  | 0            | en stagnation | 0      |  |
|                        | Parti communiste (PC)                    | 21 991    | 0,36  | Abs. | 0            | en stagnation | 0      |  |
|                        | Parti pour une nouvelle politique (PNPB) | 15 599    | 0,25  | Nv.  | 0            | en stagnation | 0      |  |
|                        | Autres                                   | 39 723    | 0,64  | -    | 0            | -             | 0      |  |
|                        |                                          |           |       |      |              |               |        |  |
| Votes valides          | Votes valides                            | 6 194 371 | 93,14 |      |              |               |        |  |
| Votes blancs et nuls   | Votes blancs et nuls                     | 456 425   | 6,86  |      |              |               |        |  |
| Total                  | Total                                    | 6 650 796 | 100   | -    | 40           | en stagnation | 71     |  |
| Abstention             | Abstention                               | 692 670   | 9,43  |      |              |               |        |  |
| Inscrits/Participation | Inscrits/Participation                   | 7 343 466 | 90,57 |      |              |               |        |  |

### Conséquences
Forte de 82 représentants sous la législature sortante, la coalition de Jean-Luc Dehaene est désavouée en perdant 17 sièges et sa majorité absolue. Le président du VLD Guy Verhofstadt met alors sur pied en un mois une « coalition arc-en-ciel » réunissant les libéraux, les socialistes, et les écologistes dont c'est la première participation gouvernementale. Le gouvernement Verhofstadt I est le premier dont les chrétiens-démocrates sont exclus depuis 1958.